# 전시마리
전시마리(중국어 간체자: 電視瑪琍, 병음: Diànshì Mălì, "TV 마리오")는 홍콩에서 패밀리 컴퓨터 전용으로 발매된 비공식 마리오 시리즈 게임이다. 이 게임의 캐릭터 이름은 포트란(Fortran)으로, 마리오와 유사한 형상에 모자에 F자가 표기되어 있다. 이 게임은 솔롯머신 게임으로 모든 조종 버튼으로 배팅을 해서 카지노를 하는 게임이다. 게임 자체는 인기를 끌지 못했지만 포트란(Fortran)이라는 마리오와 닮은 캐릭터가 인터넷내에서 인기를 끌고 있다.